# Leonardo Santiago
Leonardo de Vitor Santiago (* 9. März 1983 in Rio de Janeiro) ist ein ehemaliger  brasilianischer Fußballspieler, der zuletzt für den niederländischen Verein FC Eindhoven aktiv ist.

## Karriere

### Verein
Seine Karriere begann Leonardo in einer Fußball-Schule in Rio de Janeiro. Im Alter von 12 Jahren wurde er von einem Scout des niederländischen Spitzenvereins Feyenoord Rotterdam entdeckt und spielte fortan in der Jugend Feyenoords. Sein Debüt im A-Team von Feyenoord gab er in der Saison 2000/01. Sein erstes Tor für die Rotterdamer schoss er gegen den SC Heerenveen. Mit Feyenoord gewann er den UEFA-Pokal der Saison 2001/02. Nach diesem Erfolg hatte er häufig mit Verletzungen zu kämpfen und kam zwischen 2002 und 2005 nur zu elf Einsätzen. Zur Saison 2005/06 wechselte er zu NAC Breda, wo er mit starken Leistungen auf sich aufmerksam machte, so dass ihn Ajax Amsterdam zur Winterpause der Saison 2006/07 verpflichtete. Bei Ajax kam er aber nicht über die Reservistenrolle hinaus und kehrte 2009 zu NAC Breda zurück. Im Sommer 2011 holte ihn der FC Red Bull Salzburg auf Leihbasis für ein Jahr nach Österreich. Am 23. Februar 2012 zogen die Bullen die günstige Kaufoption. NAC Breda erhielt für den Brasilianer, dessen Vertrag noch bis Sommer 2013 gelaufen wäre, eine Ablöse von 100.000 Euro. Am 5. Juli 2012 gab Red Bull Salzburg die Trennung von Leonardo bekannt. Der Kündigung vorausgegangen war ein Interview mit dem Brasilianer, in dem er Mannschaftskollegen Stefan Maierhofer kritisierte.
Nach zwei Jahren bei Ferencváros Budapest wechselte Santiago im Juli 2014 zum TSV 1860 München und unterschrieb einen Einjahresvertrag. Zu Beginn der Saison 2014/15 gehörte er zu den Stammspielern unter Trainer Ricardo Moniz. Nach dem Moniz im September 2014 durch Markus von Ahlen als Trainer abgelöst wurde, befand sich der Brasilianer meistens nicht mehr im Pflichtspielkader. Sein Vertrag bei den „Münchner Löwen“ wurde Ende November 2014 auf eigenen Wunsch vorzeitig aufgelöst.
Nach einer Saison für das australische Team Newcastle United Jets und einer Unterbrechung von acht Monaten unterschrieb Leonardo im März 2017 beim niederländischen Zweitligisten FC Eindhoven.

### Nationalmannschaft
Für die U23-Auswahl von Brasilien bestritt er sieben Spiele. Für die brasilianische A-Nationalmannschaft war er nie aktiv.

## Erfolge
- UEFA-Pokal mit Feyenoord Rotterdam: 2002
- KNVB-Pokal mit Ajax Amsterdam: 2007
- Johan-Cruyff-Schaal mit Ajax Amsterdam: 2007
- Österreichischer Meister: 2012
- Österreichischer Cupsieger: 2012